# Dick Jaspers
Dingeman "Dick" Jacobus Johannes Jaspers est un joueur néerlandais de billard carambole, spécialisé dans le 3 bandes, né le 23 juillet 1965 à Sint Willebrorb. Il a notamment été champion du monde de 3 bandes à quatre reprises,

## Palmarès
- Champion du monde de billard 3 bandes en 2000, 2004, 2011 et 2018. (4)
- Champion d'Europe de 3 bandes en 2003. (1)
- Vainqueur de la Coupe du monde en 1997 et 1999. (2)
- Vainqueur de l'European Cup Masters (Aalborg, Danemark), 1991. (1)
- Champion des Pays-Bas 3 bandes en 1990. (1)
- Tournois de Coupe du monde: 14 victoires
- Grand Prix internationaux: 9 victoires
- Grand Prix nationaux: 43 victoires
- Tournois sur invitation: 12 victoires